# Fahrzeuglackierer

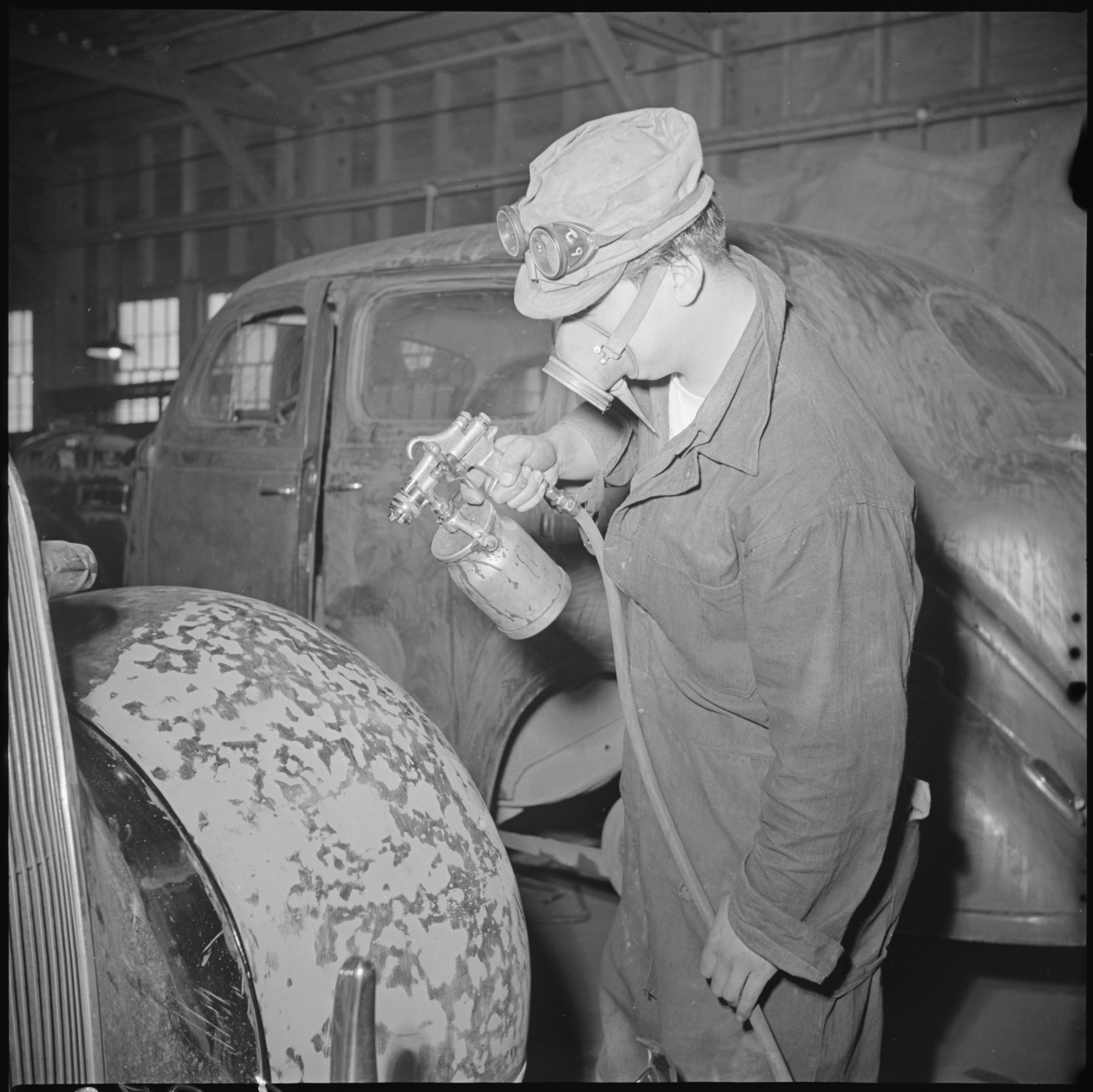
Fahrzeuglackierer bei der Arbeit (USA, 1943)

Als Fahrzeuglackierer (in der Schweiz Carrossier Lackiererei EFZ) werden im Handwerk Facharbeiter bezeichnet, die sich auf das Lackieren von Fahrzeugen und Fahrzeugteilen spezialisiert haben. Ihre Hauptaufgaben bestehen aus der Werterhaltung bzw. Instandhaltungsarbeiten an Fahrzeugoberflächen sowie die hierfür notwendigen Montage-, Demontage- und Prüfarbeiten. Das eigentliche Lackieren und das Geschick, den richtigen Farbton zu finden, ist die Kernarbeit. Vorbereitende Schritte wie das Dokumentieren von Schäden, Oberflächenvorbereitung, Farbmischen usw. sind für das Endresultat mindestens ebenso wichtig.

## Deutschland

### Voraussetzungen
Rechtlich ist keine bestimmte Schulbildung vorgeschrieben. In der Praxis stellen Handwerksbetriebe überwiegend Auszubildende mit Hauptschulabschluss ein, während Industriebetriebe vor allem Auszubildende mit mittlerem Bildungsabschluss auswählen.

### Ausbildungsdauer
Die Ausbildung dauert in der Regel drei Jahre und erfolgt im dualen System. Dies bedeutet, dass die Ausbildung im Betrieb, in der Berufsschule und in überbetrieblichen Bildungseinrichtungen stattfindet. Unter bestimmten Voraussetzungen ist eine Verkürzung möglich. Mögliche Gründe, die Ausbildungszeit zu verkürzen, sind besonders gute Leistungen in der Berufsschule oder aber die Anrechnung einer Berufsausbildung. Voraussetzung ist, dass der Ausbildungsbetrieb und die zuständige HWK zustimmen.

### Aufgabenbereich
Folgende Schwerpunkte werden dem Auszubildenden während der Ausbildung vermittelt:
- Be- und Verarbeiten von Beschichtungsstoffen
- Prüfen und Bewerten sowie Vorbereiten von Untergründen
- Herstellen, Bearbeiten und Behandeln von Oberflächen
- Lackieren von Fahrzeugen und Fahrzeugteilen
- Ausführen von Demontage- und Montagearbeiten
- Herstellen von Beschriftungen, Design und Effektlackierungen

### Prüfungen
Während der Ausbildung zum Fahrzeuglackierer müssen sowohl eine Zwischenprüfung vor dem Ende des zweiten Ausbildungsjahres als auch eine Abschlussprüfung am Ende der Ausbildung absolviert werden.

### Abschluss
Die Abschlussprüfung besteht aus zwei Teilen, wobei der Prüfling im ersten Teil eine Arbeitsaufgabe, die einem Kundenauftrag entspricht, durchführen und dokumentieren muss sowie ein Fachgespräch von höchstens 15 Minuten hält. Im Teil II der Abschlussprüfung müssen die Prüfungsbereiche Beschichtungstechnik und Gestaltung, Instandsetzung und Instandhaltung sowie Wirtschafts- und Sozialkunde absolviert werden.

### Weiterbildungsmöglichkeiten
Möglichkeiten der Weiterbildung bestehen als Fahrzeuglackierermeister, Fach- und Betriebswirt, Staatlich geprüften Techniker der Fachrichtung Farb- und Lackiertechnik. Fahrzeuglackierer mit Fachabitur können studieren und einen Bachelorabschluss in den Studienfächern Lackingenieurwesen / Chemieingenieurwesen oder der Verfahrenstechnik erwerben.

## Schweiz
In der Schweiz heißt der Beruf aktuell CarrossierIn Lackiererei EFZ. Die Ausbildung dauert vier Jahre. Vorgängerberuf war der Autolackierer, dessen Ausbildung drei Jahre dauerte.
Als Weiterbildung steht die Berufsprüfung zum Autolackierer mit eidg. Fachausweis und als nächster Schritt die höhere Fachprüfung als Carrosseriemeister, Fachrichtung Lackierer. Der Carrosseriemeister ist in der Lage, einen eigenen Betrieb oder eine Filiale zu führen und Lehrlinge auszubilden.
Ebenfalls möglich ist die Qualifikation in verwandten Bereichen (Automobilbau, Gestaltung etc.).

## Arbeitsmarkt

### Schweiz
Die Berufsperspektiven gelten als gut. Die Anstellungsbedingungen der Carrossiers sind durch einen Gesamtarbeitsvertrag geregelt.